# Nou Camp Municipal de Santa Coloma
El Nou Camp Municipal de Santa Coloma és un camp de futbol de Santa Coloma de Gramenet, inaugurat l'any 1994.
Ubicat al barri d'El Raval, està situat davant de l'antiga masia de Can Peixauet. Té una capacitat de 5.000 espectadors i hi disputen els seus partits la Unió Deportiva Atlètic Gramenet i la Fundació Esportiva Grama.